# Justicia wilhelminensis
Justicia wilhelminensis är en akantusväxtart som beskrevs av Wassh.. Justicia wilhelminensis ingår i släktet Justicia och familjen akantusväxter. Inga underarter finns listade i Catalogue of Life.